# Foveolární buňka

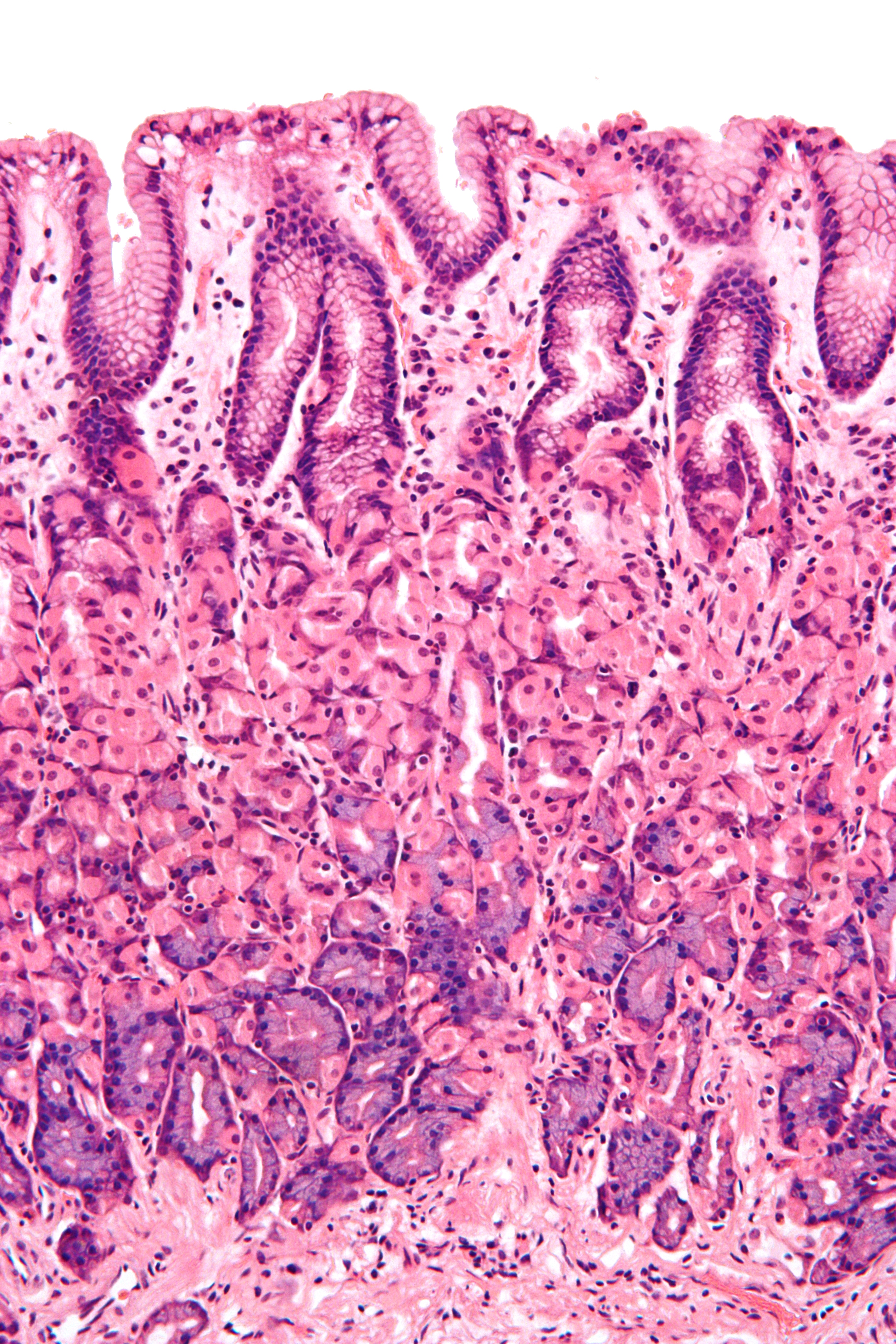
Průřez žaludečním epitelem

Foveolární buňky jsou mukózní buňky cylindrického tvaru, které v jedné vrstvě vystýlají povrch žaludku a žaludeční jamky. Někdy se mezi ně řadí i mucinózní buňky krčků, které se nachází mezi parietálními buňkami ve vývodech žaludečních žlázek na povrch žaludku. 
Jejich funkcí je tvorba hlenu, který ochraňuje stěny žaludku před kyselou žaludeční šťávou, kterou jeho žlázy produkují. Od toho pochází název mukózní (mukus = hlen). Žaludeční hlen je tvořen převážně glykoproteiny, z nichž nejdůležitějším je mucin.

## Výskyt
Mukózní buňky tvoří jednovrstvý epitel na vnitřním povrchu žaludku a v žaludečních jamkách. Tyto jamky vznikají zanořováním epiteliálních buněk do lamina propria mucosae, vrstvy řídkého kolagenního vaziva nacházející se pod epitelem, a ústí do nich žaludeční žlázky. 

## Diferenciace
Mucinózní buňky krčků jsou považovány za tkáňově specifické progenitorové buňky pro žaludeční epitel. To znamená, že se z nich diferencují další buněčné typy. V každé ze žaludečních žláz se nachází oblasti, ve kterých se obnovují oba druhy foveolárních buněk i další buněčné typy, které tvoří samotné žlázy. 
Žaludeční epitel se obnovuje častěji než většina jiných tkání, každých asi 3-7 dní.

## Struktura

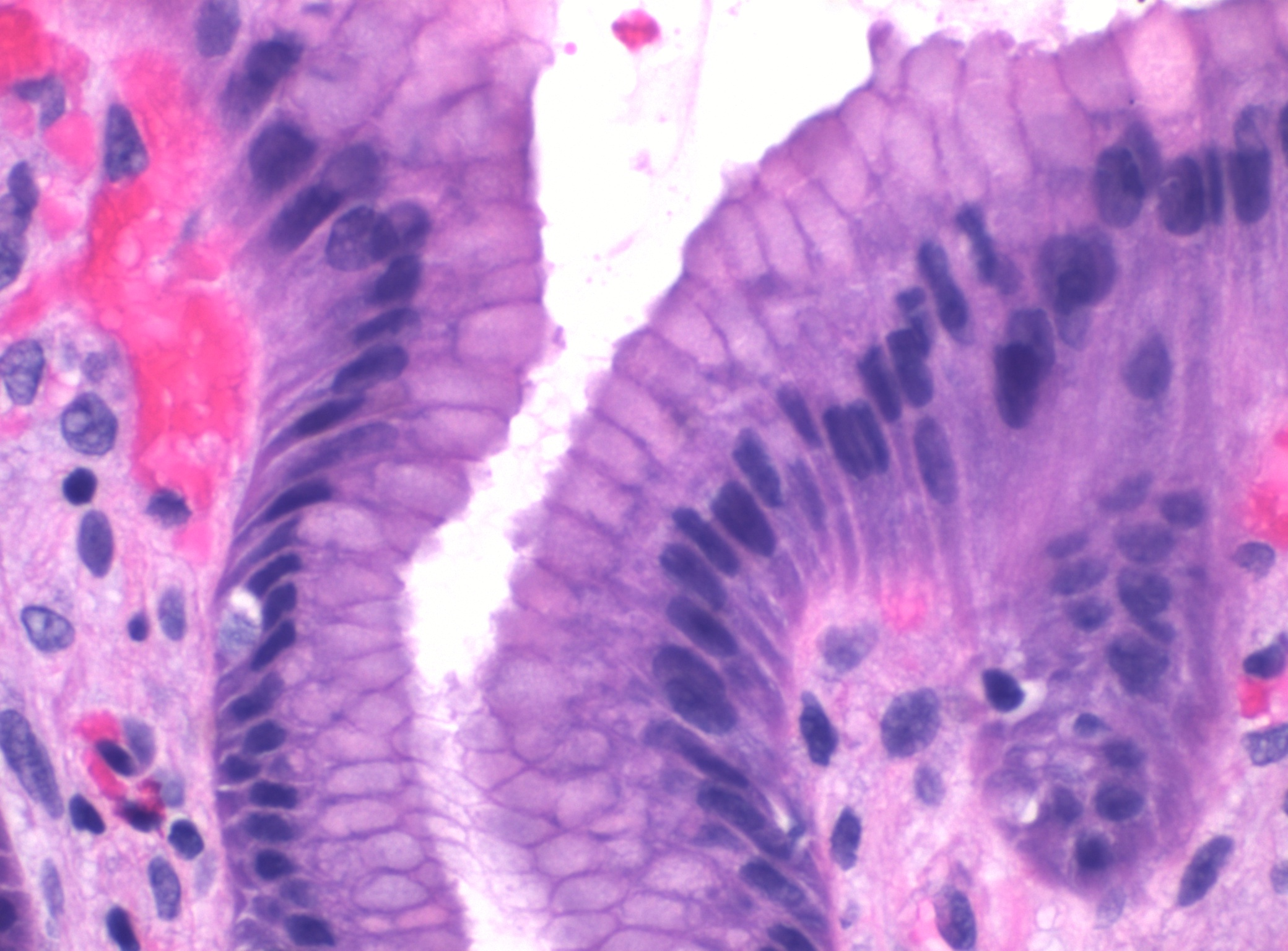
Foveolární buňka

Epiteliální buňky mají cylindrický tvar. Jsou vysoké 20-40 µm. Jádro, kulové či oválné, je uložené u báze buněk, kde se také nachází granulární endoplazmatické retikulum a nad ním Golgiho aparát. V apikální části buněk se vyskytují četná světlá hlenová granula.
Mucinózní buňky krčků, které lemují žaludeční žlázky, jsou jim podobné. Osahují typická kulatá jádra a apikálně uložená sekreční granula, ale jsou nižší a mohou mít nepravidelný tvar.

## Funkce

Stomach mucosal layer labeled

Hlavní funkcí foveolárních buněk je produkce hustého, alkalického žaludečního hlenu s vysokým obsahem bikarbonátových iontů. Ten v silné vrstvě pokrývá sliznici a chrání ji tím před odíráním potravou v žaludku a před naleptáním sliznice žaludeční kyselinou. Žaludeční hlen se skládá převážně z glykoproteinů, které mu dodávají jeho vlastnosti gelu.
Součástí bariéry, která chrání sliznici před kyselinou, jsou také těsné spoje (zonulae occludentes) mezi apikálními částmi epitelových buněk.
Kromě jejich ochranné funkce jsou také součástí nespecifické imunity žaludku společně se žaludeční šťávou.